# Rio Open 2023
Rio Open 2023 var den nionde upplagan av Rio Open, en tennisturnering i Rio de Janeiro, Brasilien. Turneringen var en del av 500 Series på ATP-touren 2023 och spelades utomhus på grus mellan den 20–26 februari 2023.

## Mästare

### Singel
- Cameron Norrie besegrade  Carlos Alcaraz, 5–7, 6–4, 7–5.

### Dubbel
- Máximo González /  Andrés Molteni besegrade  Juan Sebastián Cabal /  Marcelo Melo, 6–1, 7–6(7–3)

## Poäng och prispengar

### Poängfördelning
| Gren   | Mästare | Final | Semifinal | Kvartsfinal | Åttondelsfinal | Sextondelsfinal | Kvalificerad till huvudturneringen | Kvalomgång 2 | Kvalomgång 1 |
| Singel | 500     | 300   | 180       | 90          | 45             | 0               | 20                                 | 10           | 0            |
| Dubbel | 500     | 300   | 180       | 90          | 0              | —               | —                                  | —            | —            |

### Prispengar
| Gren    | Mästare   | Final     | Semifinal | Kvartsfinal | Åttondelsfinal | Sextondelsfinal | Kvalomgång 2 | Kvalomgång 1 |
| Singel  | 376 620 $ | 202 640 $ | 108 000 $ | 55 170 $    | 29 455 $       | 15 710 $        | 8 050 $      | 4 515 $      |
| Dubbel* | 123 710 $ | 65 980 $  | 33 380 $  | 16 690 $    | 8 640 $        | —               | —            | —            |

*per lag

## Tävlande i singel

### Seedning
| Land           | Spelare              | Rank1 | Seedning |
| -------------- | -------------------- | ----- | -------- |
| Spanien        | Carlos Alcaraz       | 2     | 1        |
| Storbritannien | Cameron Norrie       | 12    | 2        |
| Italien        | Lorenzo Musetti      | 20    | 3        |
| Argentina      | Francisco Cerúndolo  | 30    | 4        |
| Argentina      | Diego Schwartzman    | 32    | 5        |
| Argentina      | Sebastián Báez       | 36    | 6        |
| Spanien        | Albert Ramos Viñolas | 44    | 7        |
| Argentina      | Federico Coria       | 49    | 8        |
| Slovakien      | Alex Molčan          | 51    | 9        |

- 1 Rankingen är per den 13 februari 2023.

### Övrig spelarinformation
Följande spelare fick ett wild card till turneringen:
- Mateus Alves
- Thomaz Bellucci
- João Fonseca

Följande spelare deltog i turneringen med skyddad ranking:
- Hugo Dellien
- Dominic Thiem

Följande spelare fick dispens att deltaga i turneringen:
- Juan Pablo Varillas

Följande spelare kvalificerade sig genom kvalturneringen:
- Facundo Bagnis
- Tomás Barrios Vera
- Hugo Gaston
- Nicolás Jarry

Följande spelare kvalificerade sig som lucky loser:
- Juan Manuel Cerúndolo

### Spelare som dragit sig ur
- Federico Coria → ersatt av  Juan Manuel Cerúndolo
- Guido Pella → ersatt av  Dušan Lajović

## Tävlande i dubbel

### Seedning
| Land      | Spelare              | Land      | Spelare              | Rank1 | Seedning |
| --------- | -------------------- | --------- | -------------------- | ----- | -------- |
| Brasilien | Rafael Matos         | Spanien   | David Vega Hernández | 54    | 1        |
| Colombia  | Juan Sebastián Cabal | Brasilien | Marcelo Melo         | 63    | 2        |
| Italien   | Simone Bolelli       | Italien   | Fabio Fognini        | 64    | 3        |
| Portugal  | Francisco Cabral     | Argentina | Horacio Zeballos     | 74    | 4        |

- 1 Rankingen är per den 13 februari 2023.[3]

### Övrig spelarinformation
Följande dubbelpar fick ett wild card till turneringen:
- Thomaz Bellucci /  Thiago Monteiro
- Marcelo Demoliner /  Felipe Meligeni Alves

Följande dubbelpar kvalificerade sig genom kvalturneringen:
- Nikola Ćaćić /  Andrea Pellegrino

Följande dubbelpar kvalificerade sig som lucky loser:
- Mateus Alves /  João Fonseca

### Spelare som dragit sig ur
- Thomaz Bellucci /  Thiago Monteiro → ersatt av  Mateus Alves /  João Fonseca
- Federico Coria /  Diego Schwartzman → ersatt av  Tomás Martín Etcheverry /  Diego Schwartzman
- Marcel Granollers /  Horacio Zeballos → ersatt av  Francisco Cabral /  Horacio Zeballos
- Jamie Murray /  Michael Venus → ersatt av  Sadio Doumbia /  Fabien Reboul
- Lorenzo Musetti /  Andrea Vavassori → ersatt av  Alexander Erler /  Lucas Miedler